# Celtchar
Celtchar fils d’Uthechar, dans la mythologie celtique irlandaise, est un guerrier de la suite du roi Conchobar ; son nom signifie « le rusé ». C’est une figure majeure du Cycle d'Ulster, son apparence n’est pas engageante, il est grand et laid, sa peau est grise. Dans le récit Scéla Muicce Maic Dathó (L’Histoire des porcs de Mac Datho), il est émasculé par le javelot de Cet Mac Mágach, un guerrier de Connacht.

## Mythologie
Il possède une arme infaillible, une lance appelée « Lúin Cheltchair » fatale à tous les coups et si meurtrière qu’elle doit être plongée dans un chaudron magique pour être neutralisée.
Il est le meurtrier de Blaí Briuga qui a couché avec son épouse, Brig Bretach. En effet, Blaí Briuga était soumis à une geis, qui l’obligeait à s’accoupler avec toute femme de passage, qui n’était pas accompagnée.
En réparation du crime (en tant qu’aubergiste de Conchobar, la victime avait la charge de nourrir l’armée des Ulates), il doit accomplir trois exploits. Le premier consiste à vaincre le guerrier Conganchness, leur ennemi à tous, à la peau dure comme de la corne que nulle lance ne peut transpercer. C’est en lui offrant sa fille Níab, que Celtchar découvre le moyen de le tuer. En second lieu, il doit débarrasser l’Ulster d’un chien monstrueux qui dévaste le royaume en s’attaquant au bétail ; la bête a même égorgé la femme qui l’avait recueilli, alors qu’il n’était qu’un chiot. À l’aide d’une inscription magique sur une plaquette en bois d’aulne, il paralyse la mâchoire du chien et peut ainsi le tuer. Sa dernière prouesse lui fait découvrir trois chiens sous la tombe de Conganchness : le premier appartient à Mac Datho, le second est à Culann le forgeron et le troisième devient le sien. Comme dans l’épisode précédent, l’animal devient monstrueux et dangereux. Celtchar le tue avec sa lance magique, mais il est atteint par une goutte de sang empoisonné et il meurt.
Bernard Sergent, dans son ouvrage Celtes et Grecs, pense déceler une origine commune à ce mythe et au mythe grec de Céphale et Procris. On y trouve en effet les mêmes motifs de la femme infidèle, de la lance infaillible et du chien extraordinaire.

## Note
1. ↑  On trouve aussi les graphies Celtchair, Celtar, Keltchar
2. ↑  Bernard Sergent, Celtes et Grecs, tome I, le Livre des héros, 1999, éditions Payot & Rivages, Paris.  (ISBN 2-228-89257-2)